# (35037) 1981 EC32
1981 EC32 (asteroide 35037) é um asteroide da cintura principal. Possui uma excentricidade de 0.03741650 e uma inclinação de 8.35100º.
Este asteroide foi descoberto no dia 6 de março de 1981 por Schelte J. Bus em Siding Spring.